# Наукова консультативна рада з питань коронавірусу
Наукова консультативна рада з питань коронавірусу (тур. Koronavirüs Bilim Kurulu) — це група вчених-медиків, яку створило міністерством охорони здоров'я Туреччини для розробки заходів боротьби з епідемією COVID-19 у Туреччині, які запроваджує уряд.
Науково-консультативну раду було створено 10 січня 2020 року після спалаху коронавірусу, ще до цього, як Всесвітня організація охорони здоров'я підтвердила його як пандемію в середині березня. Рада спочатку складалася з 26 членів, включаючи 21 професора університету та 4 медичних експертів, які спеціалізуються на пульмонології, інфекційних хворобах, клінічній мікробіології та юрисконсульта. Згодом кількість членів правління зросла до 31 із приєднанням науковців-експертів із вірусології, внутрішньої медицини та інтенсивної терапії. Міністр охорони здоров'я Фахреттін Коджа зазначив на прес-конференції 7 квітня, що до консультативної ради входять 35 членів. Пізніше це число зросло до 38.
Члени ради виконували свою роботу вранці, та збиралися щодня у другій половині дня в міністерстві охорони здоров'я. Рада розробляла рекомендації щодо лікування медичними працівниками, та заходи, яких має дотримуватися громадськість, і оновлювала їх у контексті перебігу хвороби в країні. Рада підзвітна міністру охорони здоров'я. Реалізацію заходів здійснював уряд. Майже кожного члена ради запрошували телебачення, радіо та газети, щоб інформувати та попереджати громадськість про коронавірус та особистий захист, а також запобігати інформаційному забрудненню в соціальних мережах.

## Діяльність
Наукова рада опублікувала набір загальних рекомендацій, включаючи переміщення турецьких громадян у Китаї назад до Туреччини, заборону міжнародних рейсів, закриття сухопутних кордонів з певними країнами, створення лікарень виключно для використання під час епідемії, відтермінування поїздок турецьких громадян до інших країн, введення 14-денного карантину для осіб, які повертаються з інших країн, сприяння дистанційній освіті, тимчасова зміна системи роботи для ресторанів, гуртожитків і будинків пристарілих, а також відкладення зустрічей між членами сім'ї та ув'язненими в усіх в'язницях.
Після першої смерті 9 січня 2020 року в Ухані міністерство охорони здоров'я 14 січня опублікувало «Довідник із захворювання 2019-nCoV», підготовлений науковою радою. У посібнику детально описано загальну інформацію про догляд та процес ізоляції пацієнтів для медичних працівників, а також включено симптоми, корисні для ідентифікації та підтвердження випадку, а також процедури, яких слід дотримуватися після ідентифікації. Після появи нової інформації та подальших подій інформація в посібнику була оновлена 28 січня після зустрічі членів ради. 2 лютого на веб-сайті була оприлюднена усна презентація посібника в результаті рішення, прийнятого після іншої зустрічі.
Щоб поширити інформацію про COVID-19, міністерство охорони здоров'я підготувало буклети, які були розповсюджені у провінційних управліннях охорони здоров'я, усіх відділах охорони здоров'я та державних установах. Буклет містив інформацію про визначення вірусу, симптоми захворювання та шляхи передачі. 26 березня 2020 року члени Наукової ради зустрілися з китайськими офіційними особами та науковцями за допомогою методу відеоконференції. Під час тригодинної зустрічі відбулися дискусії щодо обміну знаннями та досвідом. Оглядач газети «Hürriyet» Абдулкадір Селві сказав, що під час зустрічі китайські вчені дали чотири рекомендації. Він повідомив, що ізоляція є основним засобом боротьби з хворобою, і буде потрібний карантин для підтверджених випадків, для тих, хто повертається з інших країн, та інфікованих медичних працівників.
Пишучи для веб-сайту «Habertürk», Мухаррем Сарікая стверджував, що Наукова рада після зустрічі 27 березня 2020 року працювала над триетапним планом щодо контролю над епідемією в Туреччині. Він додав, що всі плани передбачали застосування карантину та комендантської години в певних частинах країни, і з трьох планів на той момент використовувався лише план А. Він писав, що результатом цього плану став карантин деяких сіл і міст. Сарікая стверджував, що часткова комендантська година буде запроваджена за планом B, а абсолютна комендантська година буде застосована за планом C. Пояснюючи, що положення «Національного плану підготовки до пандемії грипу», підготовленого в 2009 році, були виконані, він сказав, що перехід до Плану C за поточних умов не розглядався.
Після засідання Наукової ради 28 березня 2020 року міністр охорони здоров'я Фахреттін Коджа сказав, що прийняті рішення були передані до Офісу президента, і він зробить заяву після оцінки президента. Після оцінки та врахування рекомендацій Наукової ради президент Туреччини Реджеп Тайїп Ердоган оголосив про нові заходи для боротьби з епідемією, яка тривала в країні. Він повідомив, що міжнародні рейси повністю припинено, міжміські рейси можна здійснювати лише з дозволу губернаторств, губернаторствами будуть сформовані епідемічні ради, і що ці рішення будуть ретельно виконуватися в 30 найбільших містах. На основі вказівок Міністерства внутрішніх справ було опубліковано «Циркуляр щодо розкладу рейсів/автобусів у рамках заходів щодо коронавірусу для 81 губернаторства провінцій». Згідно з циркуляром було повідомлено, що губернаторам було надіслано інструкції з метою підвищення ефективності рішень, прийнятих відповідно до рекомендацій міністерства охорони здоров'я та наукової ради. Також було зазначено, що громадяни повинні подати заявку на нову платформу «Дозвіл на проїзд», яку створять у вілаєтах для внутрішніх і міжміських автобусних перевезень, і ті, кому буде дозволено, зможуть подорожувати, отримавши «Свідоцтво про дозвіл на проїзд». На основі цього циркуляру пізніше були прийняті додаткові рішення, і 10 квітня 2020 року міністерство внутрішніх справ оголосило про «2-денну комендантську годину», додавши, що комендантська година також буде введена два дні поспіль у 30 великих муніципалітетах, зокрема в Зонгулдаку. Після розкриття подробиць нових розпоряджень люди ходили на ринки та в продуктові магазини за годину-дві до введення заборони, порушуючи правила соціального дистанціювання, що викликало суперечки серед громадськості. Відповідно до заяви оглядача «Yeniçağ» Фатіха Ергіна, оголошення про рішення пізно вночі навіть стурбувало деяких членів Наукової ради. Зазначалося, що порушення правил соціального дистанціювання підштовхнуло деяких членів Наукової ради до відставки, але в результаті втручання Фахреттіна Коджі вони змінили свою думку. Також стверджувалося, що Koджa був стурбований панічними покупками на ринках і в продуктових магазинах, вважаючи, що це завадило зусиллям уряду проти поширення хвороби. Член Наукової ради Тевфік Озлю сказав у програмі на «24 TV»: «на жаль, зараз існує ймовірність жахливого зараження, тому що наші люди минулої ночі вийшли на вулицю без обережності». У той же час він зазначив, що це переломний момент, і додав: «…Я думаю, що в найближчі 10 днів буде заплачено ціну через людей, які сьогодні на вулицях і поширюють хворобу». Інший член правління, Серап Шімшек Явуз, звернувся до цього питання в твіттері, і сказав: «Що це за натовп, коли ми всі маємо їжу на 10 днів вдома? Будь ласка, приходьте до себе! Це робиться, щоб запобігти поширенню вірусу, але соціальні дистанціювання зникло на основі відео, які я дивився…». Оглядач газети «Posta» Джандасs Толга Ішик процитував члена Наукової ради Атеша Кара, і написав: «Ризик дуже, дуже зріс. Станом на вчорашній вечір ті, хто вийшов на вулицю, повинні залишатися на карантині на 14 днів».
13 березня Наукова рада зібралася за участю міністра юстиції Абдулхаміта Гюля, міністра охорони здоров'я Фахреттіна Коджі та міністра транспорту та інфраструктури Мехмета Кахіта Турана. Абдулхаміт Гюль сказав, що всі рекомендації Наукової ради та міністерства охорони здоров'я виконуватимуться міністерством юстиції, і під час зустрічі вони говорили про заходи, необхідні для підрозділів і служб, пов'язаних з міністерством юстиції. Міністерство юстиції оголосило план надзвичайних дій на основі рекомендацій Наукової ради. План включав такі заходи, як закриття колоній для відвідувачів до кінця квітня, розшук засуджених, які перебували за кордоном до першого терміну ув'язнення під час пандемії, утримання арештантів і засуджених, які вперше потрапляють до установи, в окремій камері чи приміщенні протягом 14 днів. 28 березня термін виконання цих заходів було продовжено на 2 тижні. За пропозицією Наукової ради від 10 квітня було погоджено, що заходи будуть здійснюватися принаймні до 30 квітня 2020 року. В іншій заяві Міністерства юстиції було оголошено, що всі зустрічі між засудженими та адвокатами та процес переведення затриманих з однієї в'язниці до іншої буде відкладено на пізніший термін.
«Посібник з COVID-19 (інфекція SARS-CoV-2)», підготовлений членами Наукової ради, щоб допомогти медичним працівникам у діагностиці, запобіжних заходах і можливих процедурах, було оновлено 14 квітня. Було внесено нові зміни до кількох розділів посібника, зокрема «відбір зразків, спостереження за контактами, транспортування пацієнтів швидкою допомогою, спостереження за пацієнтами вдома, ведення дорослих пацієнтів у визначеній амбулаторії COVID-19, лікування дорослих пацієнтів, підтримуюче лікування, ведення педіатричних пацієнтів лікування, оцінка медичних працівників, які контактували з інфікованими людьми, організація моргу та поховання». Член правління Турецької асоціації клінічної мікробіології та інфекційних захворювань Бюлент Ертугрул сказав, що «відповідно до посібника з лікування, ми почнемо лікувати хворобу на дуже ранній стадії».

## Члени
До складу правління ради входили особи, які мають досвід лікування гарячки Ебола, Крим-Конго геморагічної гарячки та гострих респіраторних інфекцій. Серед них були науковці, які займаються різними науковими дослідженнями, і особи, які вивчають дослідження різних захворювань закордонними вченими. Їх дослідження направлені на точне визначення випадків, розробку посібників і алгоритмів лікування. Спочатку рада складалася з 26 членів.
Деякі члени ради, зокрема Левент Акін, Фірдевс Акташ та Айшегюль Фюсун Еюбоглу, брали участь у підготовці «Пандемії грипу — національного плану підготовки» у 2009 році, який було знову оновлено у 2019 році та оприлюднено для надання інформації широкій громадськості, установ та організацій по всій країні. Атеш Кара, один із членів правління, у різний час був радником Всесвітньої організації охорони здоров'я. Він також був серед 25 осіб з групи, яка допомала ВООЗ у запобіганні поширенню гарячки Ебола. Разом із Шебнемом Ердінчем він підготував «Інформацію про захворювання, спричинене вірусом Ебола, та керівництво з лікування». Джеміль Гюнеш, юрисконсульт міністерства охорони здоров'я, був включений до складу ради для перевірки прийнятих рішень, і перевірки відсутності порушень законів. Левент Акін брав активну участь у боротьбі з поширенням грипу H1N1, та був членом пандемічної ради. Реджеп Озтюрк був членом Науково-консультативної ради з боротьби з Крим-Конго геморагічною гарячкою.
У березні 2020 року кількість членів зросла до 31. Після пропозиції щодо того, щоб один із членів Турецької стоматологічної асоціації був у Науковій раді, міністерство призначило Фігена Чизмечі Шенела членом, який представляв стоматологів. Члена медичного факультету університету Газі та головного лікаря лікарні Газі Ахмета Деміркана також запросили приєднатися до ради. Міністр охорони здоров'я Фахреттін Коджа та члени Наукової ради вперше зібралися 3 квітня за допомогою відеоконференції. У заяві, зробленій після зустрічі в Білкентському кампусі міністерства охорони здоров'я, було сказано, що в одного з членів наукової ради були виявлені симптоми COVID-19.
5 квітня 2020 року до правління приєдналося більше осіб, а кількість членів зросла з 31 до 38. Відповідно до заяви міністерства охорони здоров'я за участю нових експертів місію правління було розширено та додано. що вони «готують іншу команду в раді, яка працюватиме над психологічними, соціологічними, статистичними та релігійно-соціологічними аспектами [епідемії]». У заяві, яку зробив сам Фахреттін Коджа після засідання Наукової ради з питань коронавірусу 7 квітня, було сказано, що було сформовано нову раду, яка називається Рада соціальних наук. Про завдання цієї нової ради він сказав: «…вони вивчатимуть процес, пропонуватимуть соціальні пропозиції та пропозиції, які полегшать нам життя, і скажуть, чого нам як суспільству, сім'ї та особистості, слід уникати».
| Член                    | Університет/заклад | Спеціальність/посада                         |
| ----------------------- | --- | -------------------------------------------- |
| Афшин Емре Кайипмаз     | Медичний факультет Башкентського університету                                                                                           | Невідкладна медицина                         |
| Атеш Кара               | Медичний факультет університету Хаджеттепе                                                                                              | Дитячі інфекційні хвороби                    |
| Ахмет Демірджан         | Медичний факультет університету Газі | Невідкладна медицина                         |
| Левент Акін             | Медичний факультет університету Хаджеттепе                                                                                              | Епідеміологія                                |
| Тевфік Озлю             | Медичний факультет Караденізського технічного університету                                                                              | Торакальні захворювання                      |
| Айшегюль Фюсун Еюбоглу  | Медичний факультет Башкентського університету                                                                                           | Торакальні захворювання                      |
| Реджеп Озтюрк           | Медичний факультет Стамбульського університету Медіполь                                                                                 | Інфекційні хвороби та клінічна мікробіологія |
| Фірдевс Акташ           | Медичний факультет університету Газі | Інфекційні хвороби та клінічна мікробіологія |
| Серхат Унал             | Медичний факультет університету Хаджеттепе                                                                                              | Інфекційні хвороби та клінічна мікробіологія |
| Алпай Азап              | Медичний факультет Анкарського університету                                                                                             | Інфекційні хвороби та клінічна мікробіологія |
| Єшим Ташова             | Медичний факультет університету Чукурова                                                                                                | Інфекційні хвороби та клінічна мікробіологія |
| Хасан Тезер             | Медичний факультет університету Газі | Дитячі інфекційні хвороби                    |
| Шебнем Ердінч           | Університет наук про здоров'я, Анкарська навчальна дослідницька лікарня                                                                 | Інфекційні хвороби та клінічна мікробіологія |
| Айдин Йилмаз            | Університет медико-санітарних наук, навчальна та дослідницька лікарня Ататюрка з хвороб грудної клітки та торакальної хірургії в Анкарі | Торакальні захворювання                      |
| Рахмет Гюнер            | Медичний факультет університету імені Йилдиріма Беязита в Анкарі, Міська лікарня в Анкарі                                               | Інфекційні хвороби та клінічна мікробіологія |
| Канан Агалар            | Університет наук про здоров'я, навчальна та дослідницька лікарня Султана Мехмета Фатіха                                                 | Інфекційні хвороби та клінічна мікробіологія |
| Мюшерреф Шуле Акчай     | Медичний факультет Башкентського університету                                                                                           | Торакальні захворювання                      |
| Акин Кая                | Медична школа Анкарського університету                                                                                                  | Дитячі інфекційні хвороби                    |
| Ільхамі Челік           | Міська освітня та дослідницька лікарня Кайсері                                                                                          | Інфекційні хвороби та клінічна мікробіологія |
| Левент Я                | Університет наук про здоров'я, навчальна та дослідницька лікарня Гюльхане                                                               | Інтенсивна терапія та внутрішні хвороби      |
| Зеліха Туфан Кочак      | Член виконавчого комітету Ради вищої освіти                                                                                             | Інфекційні хвороби та клінічна мікробіологія |
| Серап Шимшек Явуз       | Стамбульський медичний факультет | Інфекційні хвороби та клінічна мікробіологія |
| Мехмет Доганай          | Медичний факультет Університету Ерджієс                                                                                                 | Інфекційні хвороби та клінічна мікробіологія |
| Фіген Чизмеджи Шенел    | Інститут якості та акредитації охорони здоров'я Туреччини                                                                               | Президент                                    |
| Гюлай Коруклуоглу       | Національна вірусологічна лабораторія                                                                                                   | Відповідальний                               |
| Айла Айдін              | Департамент інфекційних захворювань МОЗ                                                                                                 | Директор                                     |
| Алі Гьоктепе Айла Айдін | Департамент раннього попередження та реагування на загрози МОЗ                                                                          | директор                                     |
| Сельджук Килич          | Відділ біопрепаратів | Президент                                    |
| Джеміль Гюнеш           | | Юрисконсульт                                 |
| Пінар Окяй              | Медичний факультет університету Мендерес                                                                                                | громадське здоров'я                          |
| Сельма Метінташ         | Медичний факультет університету Османгазі                                                                                               | громадське здоров'я                          |
| Деніз Чалишкан          | Медична школа Анкарського університету                                                                                                  | громадське здоров'я                          |
| Сечіл Озкан             | Медичний факультет університету Газі | громадське здоров'я                          |
| Алі Озер                | Медичний факультет Університету Іненю                                                                                                   | громадське здоров'я                          |
| Мустафа Озтюрк          | Університет наук про здоров'я, Інститут наук про здоров'я Хамідіє                                                                       | громадське здоров'я                          |
| Ахмет Тевфік Зунтер     | Медичний факультет університету Ондокуза Майса                                                                                          | Терапія                                      |

## Сприйняття
Масштаби та різноманітність правління обговорювали багато професійних груп і палат. Угур Емек, завідувач кафедри економіки Башкентського університету, заявив, що Наукова рада була сформована на основі дискурсу про «створення наукової консультативної ради, і ця рада повинна бути корисною в комунікації з громадськістю» в рамках «Пандемії грипу — Національний план підготовки», таким чином було помилкою створити раду лише з вчених-медиків і що пандемія мала багатовимірний галузевий вплив. В інтерв'ю газеті «BirGün» він сказав, що необхідно діяти не лише щодо надання допомоги медичним службам, а й розробити «макромасштабний план, який охоплює економіку, безпеку, сільське господарство та дипломатію». Президент Асоціації психічного здоров'я Омер Акгюль сказав, що рада відіграє вирішальну роль у боротьбі з епідемією, додавши: «Наукову раду з питань коронавірусу слід посилити психологічними та соціологічними факторами або створити окрему психосоціальну раду з питань коронавірусу». Він також заявив, що Наукову раду слід змінити, щоб надати значення психологічній боротьбі, а також біологічній ефективності пандемії.
Атілла Атач, президент Асоціації стоматологів Туреччини, подякував міністерству охорони здоров'я та науковій раді, але розкритикував їх за відсутність стоматологів у раді. Він вважав недоліком відсутність когось із представників профспілки. Асоціація турецьких фармацевтів, вимагаючи запровадження обов'язкової комендантської години по всій країні, пояснила, що необхідно забезпечити фармацевтів наборами діагностичних тестів, і вони повинні мати члена в Науковій раді. Член правління Асоціації дитячої та підліткової психіатрії Туреччини Айшен Джошкун підкреслила, що утримувати молодь і дітей вдома нелегко, і цей процес є важким. Вона сказала, що консультанти з питань психічного здоров'я також повинні бути в Науковій раді. 5 квітня 2020 року президент профспілки державних службовців філії релігійних і фондаційних служб Туреччини Нурі Юнал зазначив, що представник Управління у справах релігій має приєднатися до правління як член. У своїй заяві він сказав: «… ми вважаємо і вимагаємо, щоб одна людина з Управління у справах релігій увійшла до наукових колегій, щоб надавати правильну інформацію про релігію». Він також пояснив, що вони написали та надіслали свої запити міністру охорони здоров'я Фахреттіну Коджі. Після такої критики 7 квітня 2020 року було створено консультативну структуру під назвою «Рада з соціальних наук», де «інша команда працюватиме над психологічними, соціологічними, статистичними та релігійними соціологічними аспектами [епідемії]».
Також предметом обговорення стала компетенція колегії та її функція щодо «комендантської години». У розмові з журналістом Джунейтом Оздеміром на його YouTube-каналі лідер Хорошої партії Мерал Акшенер заявила, що члени Наукової ради «вимагали повного карантину, але президент Реджеп Тайїп Ердоган відмовився». У своїй заяві вона підкреслила, що говорить не як політична влада, а як науковець, і додала: «Я закликаю науковців сюди. Вони зобов'язані поділитися тим, що вони висувають, з нацією та громадянами, і хай кажуть, що не зроблено, вони мають піти у відставку…». Викладач медичного факультету Університету Анкари та співробітник департаменту громадської охорони здоров'я Ахмет Салтик сказав у програмі на FOX TV, що в науковому відділі є експерт із громадської охорони здоров'я. Спочатку була створена рада, а потім до неї приєдналися 6-7 експертів. Він зазначив, що «боротьба зі спалахом — це робота експертів з громадської охорони здоров'я в усьому світі. Але головна проблема полягає в тому, що рішення, прийняті Науковою радою, не виконуються…» і заявив, що «існування наукової ради було безглуздим. в цьому випадку». Заступник лідера Хорошої партії Лютфу Тюрккан сказав, що «Наукова рада представляє звіти уряду про те, що вона хоче більш радикальних рішень, особливо комендантської години», але «уряд цього не прийняв».
Голова Партії націоналістичного руху Девлет Бахчелі розкритикував спосіб правління ділитися інформацією з громадськістю та сказав: «…кожен із цих науковців ходить на різні телевізійні канали і повторює одне й те саме… Визначивши прес-секретаря від Наукової ради, можна запобігти суперечливим заявам…» Він заявив, що призначення речника Наукової ради запобіжить плутанині. Він зазначив, що це необхідно для чіткого інформування громадськості. Член асамблеї Республіканської народної партії та фахівець з інфекційних захворювань і клінічної мікробіології Гей Услуер розкритикував дискусійні програми на телеканалах під час оцінки ролі та рішень Наукової ради з питань коронавірусу щодо пандемії та додав: «Члени Наукової ради мають робити правильні заяви, не лякаючи громадян… міністром охорони здоров'я чи кимось уповноваженим». Вона також заявила, що «рішення щодо пандемії коронавірусу має приймати Наукова рада», а роль уряду полягає в тому, щоб «підтримувати рішення Наукової ради та МОЗ».
Оглядач газети «Sözcü» Їлмаз Озділ порівняв Наукову раду з делегацією мудрих людей, і стверджував, що рада було зібрана, щоб створити сенсацію: «Чому за останні 17 років менталітет уряду, який змусив його ні з ким не консультуватися щодо охорони здоров'я, змінився аж до бажання зібратися та сформувати наукову раду?» Він стверджував, що рада не була скромною й об'єктивною, та попросив їх «… розповісти нації, що сталося з нацією з усією її наготою». Оглядач газети «Karar» Ахмет Ташгетірен сказав, що між політичною волею та правлінням існує хороший зв'язок, і прокоментував, що «відчуття перебування в хороших руках додає суспільству впевненості. Тому обмеження щодо життя суспільства забезпечують загальне підтримка». Він також відзначив «поліфонічну» та «незалежну від політичної волі» позицію правління як фактори, що впливають на довіру в суспільстві. Він також посилався на Делегацію мудрих людей, яка була створена під час курдсько-турецького мирного процесу, і стверджував, що політична воля сприяла акту «спілкування між державою та суспільством» аналогічно через ці дві ради.
Президент Союзу палат і товарних бірж Туреччини Ріфат Гісарджікліоглу сказав, що вміст соціальних мереж, чутки, через які громадяни втрачають довіру до Наукової ради, завдали серйозних руйнувань у боротьбі з коронавірусом, і додав: «Наукова рада спрямовує нас у цій боротьбі. Це правда».